# Zaporijstal
L'usine métallurgique Zaporijstal, en ukrainien : Запорізький металургійний комбінат «Запоріжсталь» est une usine située à Zaporijjia, en Ukraine.

## Histoire
Elle est la quatrième plus importante en Ukraine et la cinquante-quatrième au monde.

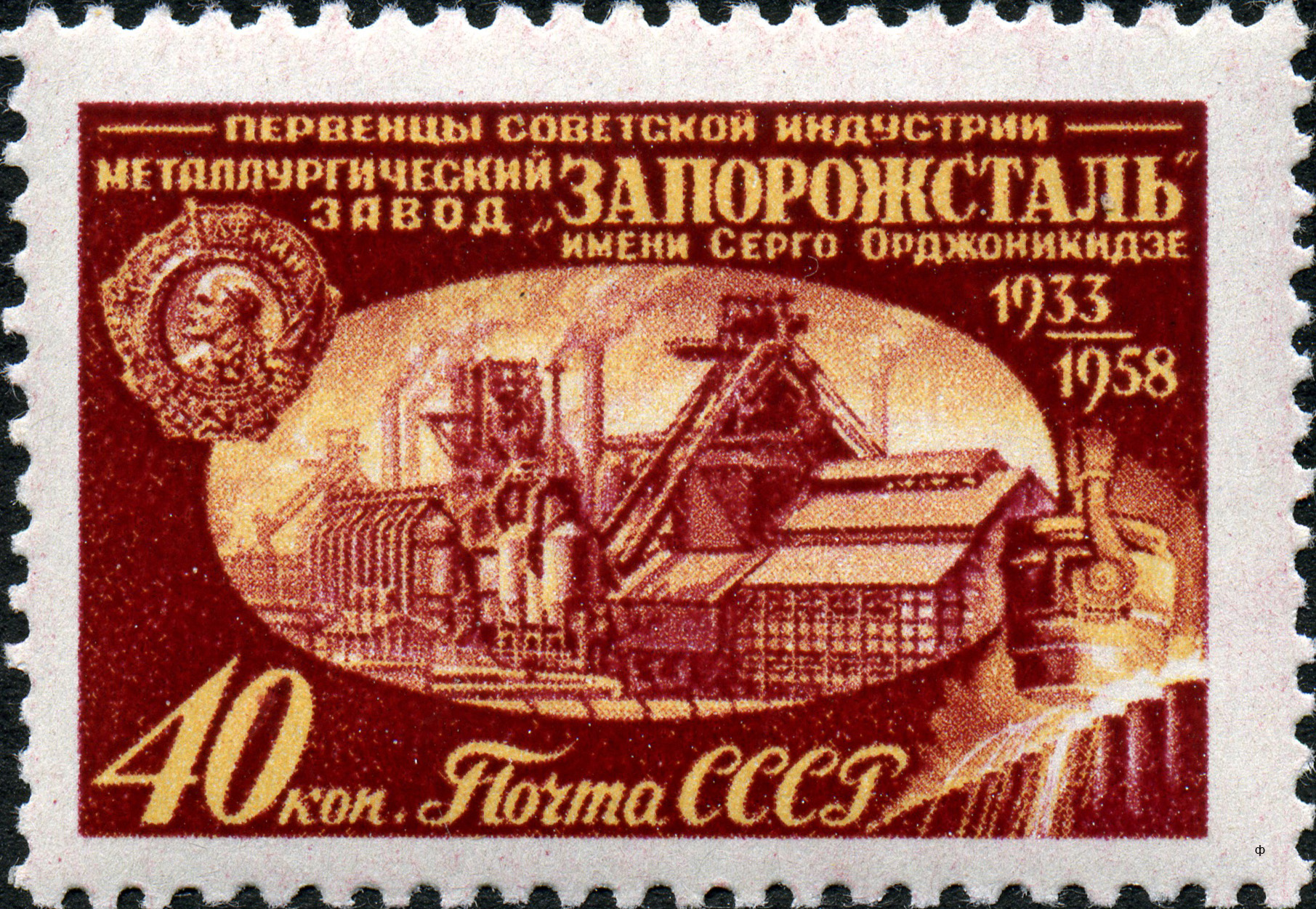
Timbre de 1958 pour l'usine.
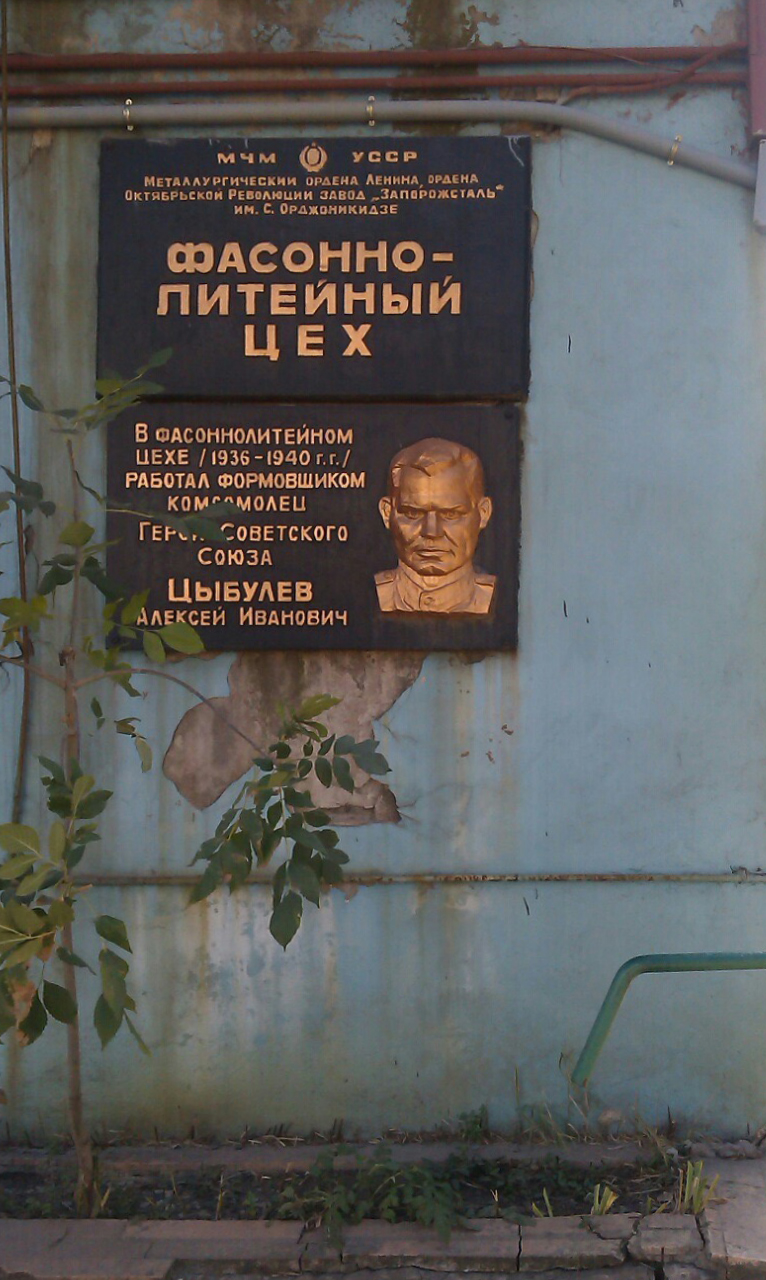
Plaque à Aleksi Tsiboulov classée[2].
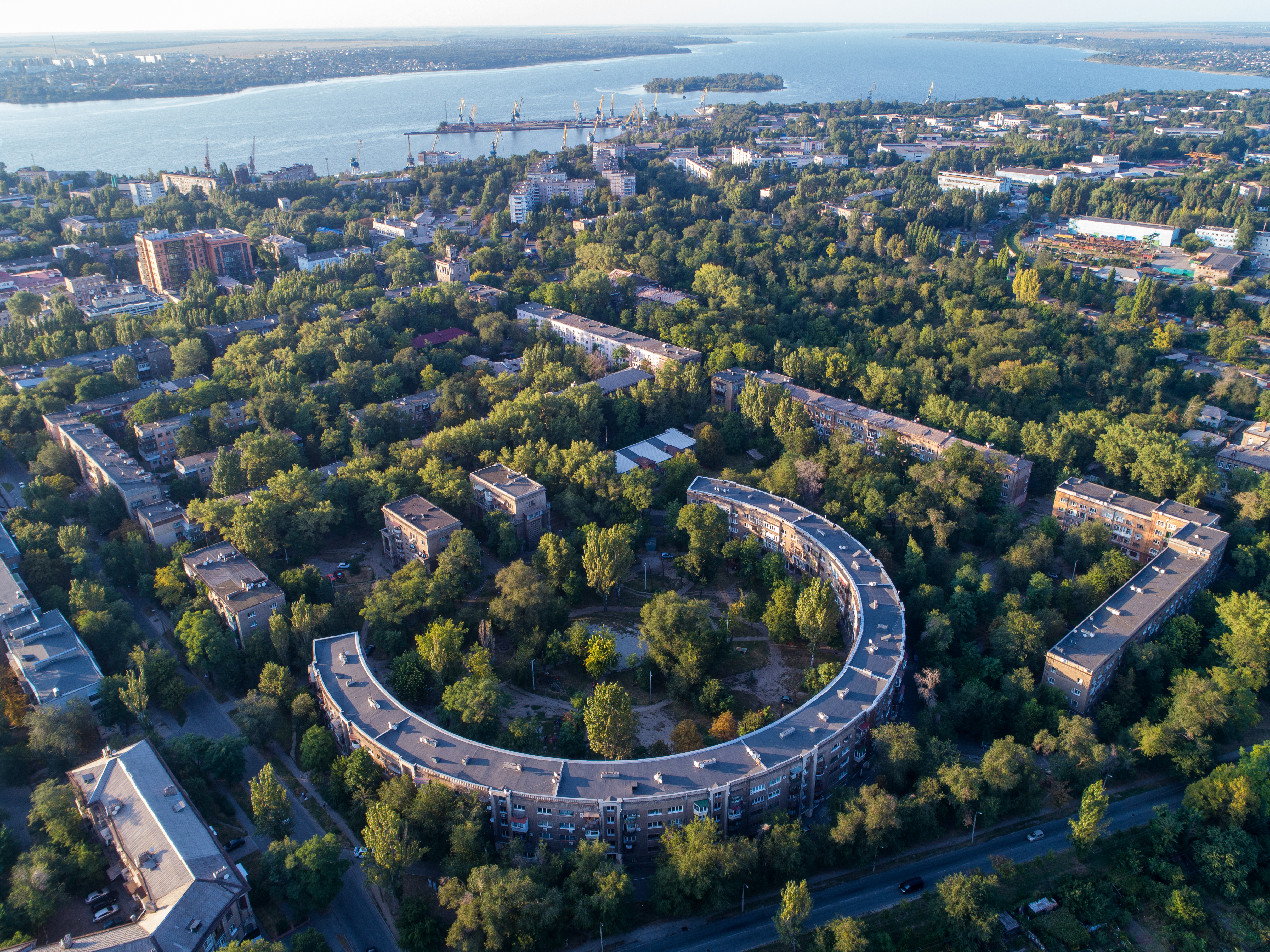
Bâtiments en C du 32 rue Nejazelovski de l'architecte Lavrov classée[3].
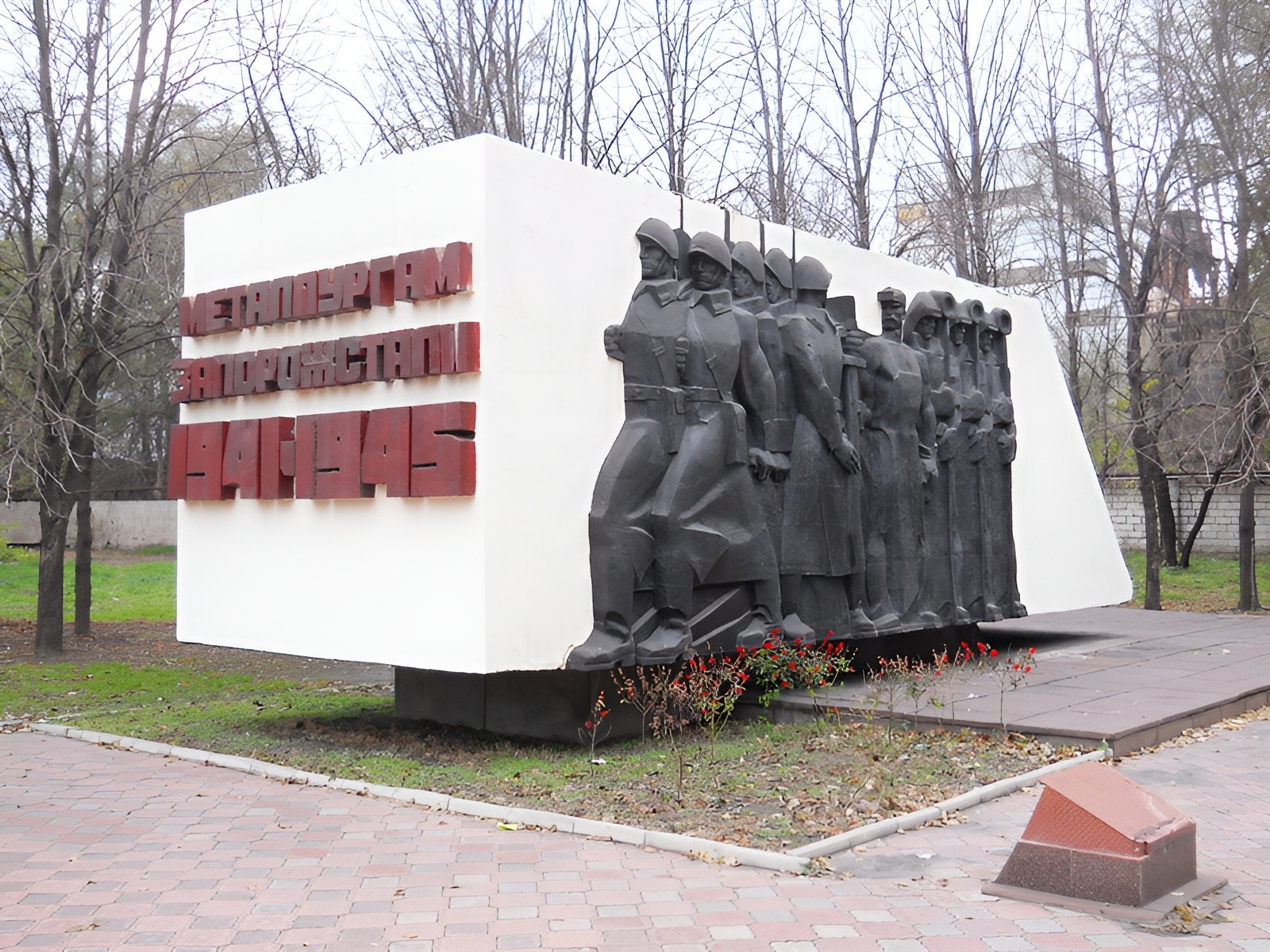
Mémorial aux travailleurs tombé lors de la 2GM classé[4].
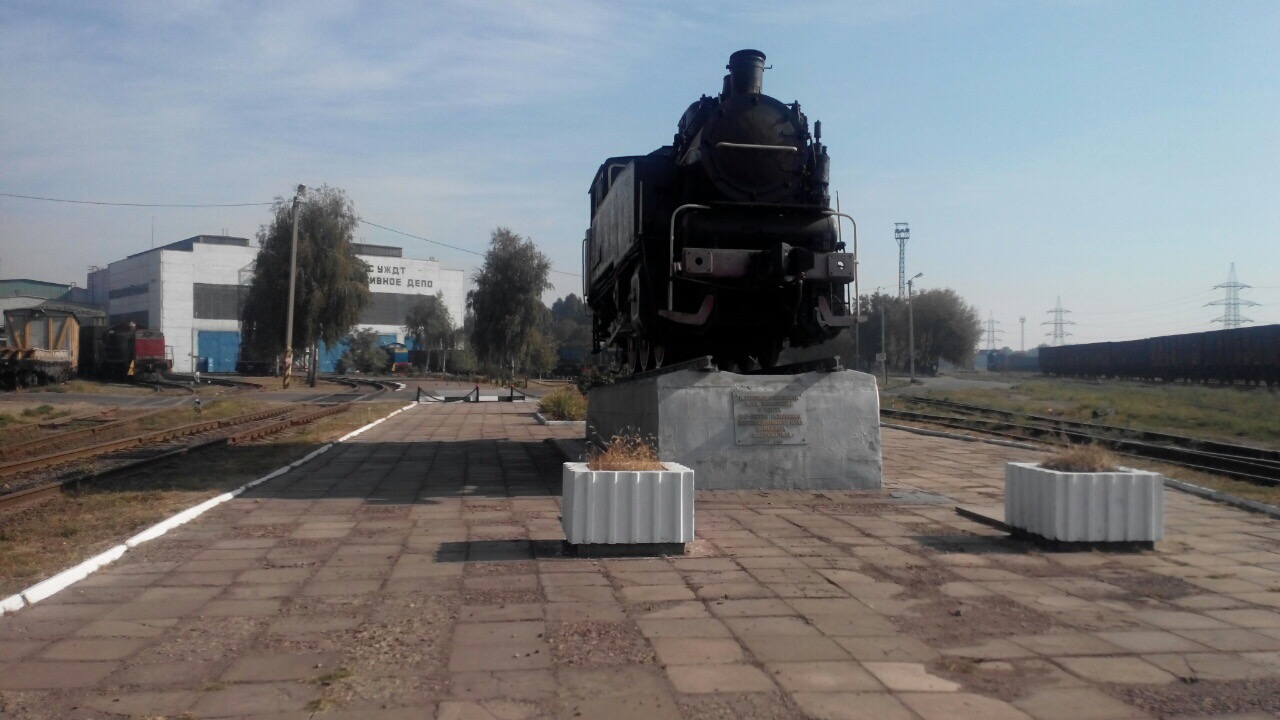
Monument au cinquante ans de la fabrique  classé[5].

Elle a été créée en 1933 et devint ukrainienne avec la chute de l'Union soviétique puis fut privatisée en 1999.

## Production
De l'acier en rouleaux